# Rhonda Cator
Rhonda Maree Cator (* 23. August 1966 in Numurkah) ist eine australische Badmintonspielerin. 

## Karriere
Rhonda Cator nahm 1992, 1996 und 2000 an Olympia teil. 1992 belegte sie dabei im Dameneinzel Platz 17 und im Damendoppel Platz 5. 1992 siegte sie ebenfalls bei den French Open im Doppel mit Anna Lao, mit welcher sie auch bei Olympia 1992 gestartet war. 1990 und 1991 hatten beide gemeinsam die Australian International gewonnen. 1996 wurde Cator bei Olympia 9. im Mixed und 17. im Doppel, 2000 in allen drei Disziplinen 17.

## Sportliche Erfolge
| Saison | Veranstaltung                 | Disziplin   | Platz | Name                             |
| ------ | ----------------------------- | ----------- | ----- | -------------------------------- |
| 1986   | Australische Meisterschaft    | Dameneinzel | 1     | Rhonda Cator                     |
| 1987   | Australia Open                | Dameneinzel | 1     | Rhonda Cator                     |
| 1987   | Australia Open                | Damendoppel | 1     | Rhonda Cator / Julie McDonald    |
| 1990   | Australia Open                | Damendoppel | 1     | Rhonda Cator / Anna Oi Chan Lao  |
| 1991   | Australia Open                | Damendoppel | 1     | Rhonda Cator / Anna Oi Chan Lao  |
| 1991   | New Zealand Open              | Damendoppel | 1     | Rhonda Cator / Anna Oi Chan Lao  |
| 1992   | French Open                   | Damendoppel | 1     | Rhonda Cator / Anna Lao          |
| 1992   | Olympia                       | Damendoppel | 5     | Anna Lao / Rhonda Cator          |
| 1992   | Olympia                       | Dameneinzel | 17    | Rhonda Cator                     |
| 1995   | Australian International      | Damendoppel | 1     | Amanda Hardy / Rhonda Cator      |
| 1995   | South Australia International | Damendoppel | 1     | Amanda Hardy / Rhonda Cator      |
| 1996   | Olympia                       | Damendoppel | 17    | Amanda Hardy / Rhonda Cator      |
| 1996   | Olympia                       | Mixed       | 9     | Peter Blackburn / Rhonda Cator   |
| 1996   | Australian Open               | Mixed       | 1     | Peter Blackburn / Rhonda Cator   |
| 1998   | Australian International      | Mixed       | 1     | Peter Blackburn / Rhonda Cator   |
| 1998   | Australian International      | Damendoppel | 1     | Rhonda Cator / Amanda Hardy      |
| 1998   | Auckland International        | Mixed       | 3     | Peter Blackburn / Rhonda Cator   |
| 1999   | Fiji International            | Mixed       | 1     | Peter Blackburn / Rhonda Cator   |
| 1999   | Fiji International            | Damendoppel | 1     | Rhonda Cator / Amanda Hardy      |
| 1999   | Waikato International         | Mixed       | 1     | Peter Blackburn / Rhonda Cator   |
| 1999   | Auckland International        | Damendoppel | 1     | Rhonda Cator / Amanda Hardy      |
| 2000   | Olympia                       | Dameneinzel | 17    | Rhonda Cator                     |
| 2000   | Olympia                       | Damendoppel | 17    | Amanda Hardy / Rhonda Cator      |
| 2000   | Olympia                       | Mixed       | 17    | Peter Blackburn / Rhonda Cator   |
| 2001   | Auckland International        | Damendoppel | 2     | Rhonda Cator / Kate Wilson-Smith |